# Пётр Лещенко. Всё, что было…
«Пётр Лещенко. Всё, что было…» — российский восьмисерийный фильм Владимира Котта о жизни и творчестве Петра Лещенко — русского и румынского певца, артиста, ресторатора, в исполнении которого звучали «У самовара», «Не уходи», «Чёрные глаза», «Комарик», «Чубчик», «Моя Марусечка», «Прощай, мой табор» и многие другие известные песни 1930—1940-х годов.
Телесериал не претендует на историческую достоверность, он художественно повествует о значительных вехах жизни исполнителя: детстве и молодости, сражениях в Первой мировой войне, начале карьеры, об успехе, гастролях в оккупированной Одессе, его женщинах, трагической смерти в тюрьме Румынии в 1954 году.
Премьера картины состоялась 14 октября 2013 года на украинском телеканале «Интер».
С 22 по 25 мая 2017 года телесериал был показан на Первом канале.

## Сюжет

### 1-я серия
Румыния. Тюрьма в Констанце, 1952 год. Избитого и измученного Лещенко пытают. На фоне издевательств перед его глазами проходит вся его жизнь.
Российская империя. Кишинёв, 1907 год. Маленький Петя Лещенко не находит себя в церковном хоре, «не может петь хором, себя не слышит». Оставшись без заработанных денег, мальчишка пытается петь на паперти. Заработанные деньги он отдаёт матери, но их отбирает пьяный отец.
1913 год. Молодой Лещенко с другом Андреем Кожемякиным сбегают со скучных гимназических занятий. Заперевшись в музыкальном классе, они репетируют. К ним попадает Катя Завьялова. Лещенко придирается к её бездушному исполнению и сам демонстрирует новую, актёрскую, подачу песни. Образовавшееся трио получает работу в ресторане, на подхвате, с оплатой «красненькой за вечер». Кстати, Катя — из состоятельной семьи, она дочь инженера-железнодорожника, семья которого снимает целый этаж дома. Отец Петра, маргинал-алкоголик, периодически избивает сына за выступления в ресторане. Однако побои приходится терпеть недолго — отец скоропостижно умирает.
Лещенко в цыганском таборе проходит свои первые музыкальные уроки, а заодно и первые уроки любви. Ему симпатизирует дочь цыганского барона. Понимая, что свадьбе не бывать, её брат, Василь Зобар, предлагает Петру попросить при всем таборе руки Златы, чтобы та отказала, сохранив при этом свою честь. В утешение Лещенко получает в подарок аккордеон и страстную ночь от влюблённой в него Златы.

### 2-я серия
Российская империя. Бессарабия, 7-й донской полк, 1914 год — Российская империя, Восточный фронт, ноябрь 1915 года. Накануне войны Лещенко идет вольноопределяющимся в армию. Первый конфликт возникает за неположенное хранение музыкальных инструментов, который разрешается после исполнения Петром мелодии «На сопках Маньчжурии».
Их успешный ансамбль, выступавший в ресторане, распался. В следующий раз Пётр услышал Катю в госпитале, когда лежал там раненый, а она, уже известная певица Екатерина Завьялова, приехала выступать перед бойцами.
Бессарабия. Рошканы, октябрь, 1917 год. Выписываясь из госпиталя, встречаются два боевых товарища: Петр Лещенко и Георгий Храпак. В суете Октябрьской революции друзья обсуждают возможность присоединения к армии Корнилова. По пути Лещенко заезжает сперва к матери за аккордеоном, потом к Кате Завьяловой. Свидание не состоялось: Катя с отцом эмигрировали в Париж.
При осаде крепости белые применяют «психологическое оружие»: небольшая группа солдат под аккомпанемент Петра Лещенко идет в атаку. Уловка срабатывает, крепость взята, а раненый Лещенко лежит до ночи на поле боя.

### 3-я серия
После ранения при взятии крепости Лещенко остаётся жив, а придя в сознание получает сообщение, что отныне он — румынский подданный. Тут же в больнице Лещенко знакомится с одесским импресарио Даней Зельцером. Он же готовит выступления Петра в Бухаресте в ресторане «Альгамбра». Нюх Зельцера не подвел — Лещенко имел огромный успех. Успех сопровождает выступления Лещенко в Кишинёве и Риге, Праге и Париже, Константинополе и Бейруте, Дамаске и Афинах, Салониках и Лондоне, Берлине, Белграде, Вене.
Регулярные переводы, которые Лещенко отправлял матери, стали возвращаться. За выяснением обстоятельств он отправляется в Кишинёв, от отчима узнаёт о смерти матери, встречается с гимназистским другом Андреем Кожемякиным, который на войне потерял руку.
Чехословакия, Прага, театр «Ольгабер», 1932 год. После выступлений поклонницы берут приступом двери. Так продолжается после каждого концерта. На одном из выступлений Лещенко видит в зале своего боевого товарища Храпака. На знаки зайти за кулисы тот соглашается, но так и не появляется.

### 4-я серия
Лещенко устраивает прослушивание в ансамбль — ищет женский вокал. Все приходящие наводят на него тоску. В памяти остаётся одна, осипшая из-за переизбытка мороженого, тем не менее пришедшая посмотреть на популярного артиста.
На один счастливый день в жизни Лещенко приходят сразу несколько радостных событий. Осипшая исполнительница с прослушивания, Жени Закитт, поражает его своим вокалом, он в неё влюбляется. Кроме того, на его концерт приходит Фёдор Шаляпин, с которым после они вместе пьют шампанское и тоскуют по России. Садясь в такси, в таксисте он узнает однополчанина Храпака.
Лещенко на стихи Храпака пишет песню, но не успевает показать её автору: после их последней встречи Храпак кончает жизнь самоубийством.
Лещенко на берлинской студии звукозаписи «Парлафон» доводит до изнеможения коллектив своим стремлением к совершенному исполнению. Не выдерживают звукорежиссёры, музыканты. Сдают нервы у беременной Жени Закитт. На улице за окном идет съёмка нацистской хроники. На дворе 1935 год.

### 5-я серия
Проездом по пути в Париж на один день в Берлине появляется Катя Завьялова. Страстная встреча происходит в снятом дешевом гостиничном номере, в то время как беременную Жени Закитт импресарио отвозит в роддом, где на свет появляется дочь, названная впоследствии Екатериной.
В баре, куда Лещенко зашёл выпить бокал пива, ввязывается в драку с австрийцами, вдохновлёнными выступлениями Гитлера по поводу порабощения территорий соседний стран и завоевания России.
В Бухаресте Лещенко выступает в ресторане «У Лещенко». В один из вечеров нацистский офицер устраивает скандал, чтобы прекратить выступления на русском языке, что приводит к драке. Накаляется международная обстановка. Мир накануне войны. Лещенко предлагает румынскому генералу разрешить ему гастроли в Кишинёве и Одессе.
Цыганский табор Василия и Златы Зобар разорен, друзья Лещенко арестованы. Пётр выступает организатором в деле их побега из тюрьмы.

### 6-я серия
Лещенко получает свидание c Василем Зобаром, видит искалеченную Злату. Побег оказывается невозможным: у Златы перебит позвоночник, Василий отказывается бежать без сестры. Цыган расстреливают.
На одесские гастроли отказывается ехать жена и сценический партнёр Лещенко Жени, а выезд Даниила под вопросом из-за его национальности. В этом вопросе помогают цыгане. В паспорте Даниила Зельцера в графе «национальность» указано «болгарин».
Ансамбль едет на гастроли. В купе вагона входит румынский капитан, который зовет Лещенко спеть перед едущими в Сталинград офицерами. Зельцер пытается его отговорить, чем вызывает гнев капитана, который пытается устроить над ним самосуд. В тамбуре вагона капитана убивают, а труп сбрасывают с едущего поезда.
1942 год. Зал оперного театра в Кишинёве переполнен. С первым аккордом в ложе немецкого командования раздаётся взрыв. В террористическом акте участвует друг детства Лещенко — Андрей Кожемякин. Он же передает Петру чемодан с взрывателями для ввоза их в Одессу. (После этого в кузове автомобиля ансамбль Лещенко исполняет песню Никиты Богословского «Шаланды полные кефали» из фильма «Два бойца», вышедшего на экраны в Советском Союзе только в 1943 году).

### 7-я серия
Ансамбль в Одессе. Накануне выступления немецкое командование выдвигает требование включить в концерт несколько народных немецких песен.
За кулисы приходит Вера Белоусова, девушка, которой необходимо передать чемодан с взрывателями. Она играет на аккордеоне и в портовых кабаках исполняет немецкие песни. Одновременно с концертом Лещенко происходит взрыв крейсера на рейде.
После концерта Пётр провожает Веру домой, где его радушно принимают соседи, жители одесского двора. Под самогон начинается второе отделение концерта. В это время импресарио Зельцера забирает гестапо, где во время допроса убивают, труп сбрасывают в море.
1944 год. Лещенко вместе с Верой возвращается в Бухарест. Происходит встреча бывшей и будущей жены Лещенко. Жени отсудила половину имущества и будущих доходов Лещенко.
Лещенко подбирает новый репертуар. В своём ресторане исполняет «Тёмную ночь». На его выступление приходит комендант Бухареста с супругой, проявляющей знаки внимания к Петру Константиновичу.

### 8-я серия
Петр с Верой собираются получить советские паспорта и вернуться в СССР. Органы безопасности СССР выдвигают условие, по которому жена Лещенко может вернуть свой советский паспорт только после того, как отбудет срок по статье «измена родине».
Ресторан «У Лещенко» национализирован.
1952 год. Лещенко с супругой едет в Брашов на выступление. По дороге в автомобиле закипает мотор, и, чтобы не опоздать на выступление, Лещенко идет к месту выступления пешком. Однако начать выступление не удаётся — его арестовывают сотрудники СМЕРШ (реорганизованного в 1946 году). Следом забирают и Веру.
Румыния. Тюрьма в Констанце, 1952 год. Веру вынуждают подписать отказ от мужа. У Петра меняются несколько офицеров, ведущих допрос. Органы интересуют подробности выступлений на оккупированных территориях, связь с бывшей советской подданной Верой Белоусовой. Лещенко предлагают публично отречься от жены в обмен на московскую квартиру в центре и почёт. Он отказывается.
Пётр Лещенко умер в тюремной больнице Тыргу-Окна в 1954 году. Материалы по делу Лещенко до сих пор закрыты. Место могилы неизвестно. Вера Белоусова-Лещенко была приговорена к смертной казни, которую заменили 25 годами лишения свободы, в 1954 освобождена. Умерла в Москве в 2009 году.

## В ролях
- Константин Хабенский — Пётр Лещенко
- Иван Стебунов — Пётр Лещенко в молодости
- Андрей Мерзликин — Георгий Храпак
- Мириам Сехон — Жени Закитт, первая жена Петра Лещенко
- Виктория Исакова — Екатерина Завьялова
- Тимофей Трибунцев — капитан Соколов
- Борис Каморзин — полковник Баранкевич
- Алексей Кравченко — Сергей Никанорович Буренин, комендант Бухареста
- Евгения Добровольская — Мария Буренина
- Сергей Бызгу — Даниил Зельцер, импресарио Петра Лещенко
- Евгений Сидихин — полковник русской императорской армии
- Дмитрий Липинский — Андрей Кожемякин, друг детства Петра Лещенко
- Николай Добрынин — Константин, отец Петра Лещенко
- Вера Панфилова — Злата Зобар, цыганка
- Расми Джабраилов — Михай Зобар, цыганский барон, отец Златы
- Михаил Богдасаров — Костаке, хозяин ресторана
- Семён Фурман — Чорбе
- Елена Лотова — Вера Георгиевна Белоусова, вторая жена Петра Лещенко
- Ольга Лерман — Катя Завьялова в юности
- Сергей Фролов — Жорж Ипсиланти, руководитель оркестра Петра Лещенко
- Александр Клюквин — Фёдор Шаляпин
- Олег Мазуров — Василь Зобар, цыган
- Александр Адабашьян — Поль, бармен
- Евгений Березовский — Залетаев, капитан
- Юрий Анпилогов — Гауптман
- Сергей Беляев — Попеску, генерал
- Оксана Бурлай-Питерова — мать Петра Лещенко
- Евгений Герчаков — Антонеску
- Антон Фёдоров — немецкий офицер
- Денис Старков — гимназист
- Елена Муравьёва
- Фёдор Румянцев — звукорежиссёр студии «Коламбия»

## Съёмочная группа
- Автор сценария: Эдуард Володарский
- Режиссёр: Владимир Котт
- Оператор-постановщик: Андрей Капранов
- Художники-постановщики:
  - Стэлла Дененмарк
  - Владимир Ярин
- Композитор: Антон Силаев

## Съёмки
- В название сериала вынесено название романса Павла Германа на музыку Дмитрия Покрасса «Всё, что было», входившая в репертуар Петра Лещенко
- О решении снимать сериал режиссёр говорил:

Я себе дал обещание не снимать сериалы. Но как только прочитал этот сценарий, тут же позвонил продюсерам и сказал «да». Меня зацепило... Очень странное ощущение — снимать по сценарию человека, недавно ушедшего из жизни. Неожиданно возникает гораздо большая ответственность.

- На вопрос об истоках истории автор сценария говорил:

Это же песни моего детства, мы во дворах пели: «Я тоскую по родине, по родной стороне моей»! Я много о нём прочитал, но судьбу сочинил сам... Во что я мало верю, так это в Хабенского, которого предложили на главную роль. При всём моём уважении. В нашем доперестроечном кино были лица, которые ни с кем не спутаешь. А теперь...

- Компания «Централ Партнершип» приступила к съёмкам сериала 20 июля 2012 года[4]. Проходили съёмки в Свиржском замке[5], во Львове[6], далее — в Одессе и Москве (тюремные эпизоды снимали в Чернышевских казармах[7]). Последний съёмочный день прошёл в ноябре 2012 года[8] неподалёку от подмосковного Нахабино. Официальный трейлер сериала вышел в июне 2013 года[9][10], а премьера состоялась 14 октября 2013 года на украинском телеканале «Интер»[1].
- На роль Петра Лещенко был утверждён Константин Хабенский. По словам создателей фильма, он похож на певца взглядом, улыбкой, «нервностью». Вдова Лещенко, Вера Белоусова, впервые увидев Хабенского около 15 лет назад, тоже говорила, что актёр напоминает Лещенко[11].
- Свой выбор актёра на главную роль режиссёр комментирует так:

Я долго смотрел на фотографии Петра Лещенко и фантазировал, кто из актёров на него похож. И всё время мои фантазии утыкались в Константина Хабенского: тот же хулиганский взгляд, та же улыбка, та же нервность. Первый раз, когда мы с Константином встретились, он сам сказал — похож...

- Песни Петра Лещенко в фильме исполнили Константин Хабенский и Иван Стебунов[13].
- В издательской группе «АСТ» вышла книга «Пётр Лещенко. Всё, что было…» (автор Вера Лещенко)[14].

## Отзывы и критика
В общем, сценарий добротный, актёры хорошие, съёмки приличные, денег не пожалели. Есть несомненные удачи: стыки между сюжетными линиями разных времен или гениальная сцена, в которой парижский кабатчик (Адабашьян) переливает обратно в бутылку коньяк, не выпитый огорчённым Лещенко, узнавшим о самоубийстве боевого товарища. Это прямо настоящее кино. Но создатели сериала, на мой взгляд, совершили ошибку, записав музыкальные номера в исполнении самих актёров. Получилось как в анекдоте: Карузо — ничего особенного, Рабинович слышал и мне напел. Для молодых зрителей, которые настоящего Лещенко не слышали, сойдёт и вокал Хабенского. Да только тут имеют место две большие разницы — в этом легко убедиться, зайдя на Youtube.

Чудесного, с мещанским выговором, музыкального, изумительно пластичного Лещенко — поди найди, всюду те же песни в исполнении Хабенского, который, попадая во все ноты, гонит блатняк по чеснаку. Эта подмена более всего похожа на то, что происходит при реконструкции со старым особняком, который замуровывают в гипрок, наврав в деталях и пропорциях, зато выходит современная старинная архитектура — шикарно, как всё на Руси — не то, что было (оно убито навсегда), а то, что должно быть под грифом старины. Надо полагать, что на подлинник сердце народное не откликается, а навстречу фейку летит, как на крыльях.